# E Jingping
E Jingping chinesisch 鄂竟平, Pinyin È Jìngpíng; (* Januar 1956 in Laoting, Tangshan, Hebei) ist ein chinesischer Politiker der Kommunistischen Partei Chinas (KPCh), der unter anderem seit 2018 Minister für Wasserwirtschaft im Staatsrat der Volksrepublik China ist.

## Leben
E Jingping, der zum Han-Volk gehört, wurde im Rahmen der Hinaus aufs Land-Bewegung auf das Land entsandt und nahm nach dem Schulbesuch 1973 eine berufliche Tätigkeit in der Volkskommune Baishan  in Lishu auf. Danach besuchte er von September 1975 bis August 1977 die Schule für Wasserwirtschaft in Jilin und wurde im Januar 1977 Mitglied der Kommunistischen Partei Chinas (KPCh). Er begann im September 1979 ein Studium an der Nordchinesische Universität für Wasserwirtschaft und Stromerzeugung in Zhengzhou, das er im August 1983 abschloss. Im Anschluss trat er im August 1983 ins Ministerium für Wasserwirtschaft ein und war zunächst bis 1993 stellvertretender Generaldirektor der Planungsabteilung sowie zwischen 1993 und 1997 erst stellvertretender Vorsitzender des Nachgelagerten Verwaltungsbüros der Hai-He-Wasserwirtschaftskommission. Daraufhin fungierte er von 1997 bis 2001 als Direktor der Gelber-Fluss-Erhaltungskommission und war zugleich in Personalunion auch Sekretär der Parteiführungsgruppe dieser Kommission. Anschließend war er zwischen 2001 und 2009 Generaldirektor des Hauptamtes und Generalsekretär des Staatlichen Hauptquartiers für Hochwasserschutz und Dürrehilfe sowie des Weiteren Mitglied der Parteiführungsgruppe des Ministeriums für Wasserwirtschaft.
2003 wurde E Vize-Minister für Wasserwirtschaft und bekleidete diesen Posten fünfzehn Jahre lang bis 2018. In dieser Funktion befasste er sich mit der Verhinderung von Überflutungen aufgrund von Naturkatastrophen wie Erdbeben oder Starkregen wie im Mai 2008 als nach einem schweren Erdbeben in der Provinz Sichuan die Angst vor verheerenden Flutwellen anstieg und eine akute Gefahr für mehr als 700.000 Menschen durch 35 natürliche Seen drohte, die sich nach Erdrutschen in Flüssen aufgestaut hatten. Ferner bestand die Gefahr, dass 69 beschädigte Dämme von Wasserreservoirs brechen könnten und sich weitere 310 Stauseen in einem höchst gefährlichen Zustand befanden. Daneben war er zwischen 2008 und 2018 stellvertretender Sekretär der Parteiführungsgruppe des Ministeriums sowie von 2009 bis 2018 stellvertretender Direktor des Staatlichen Hauptquartiers für Hochwasserschutz und Dürrehilfe. Er war ferner seit 2010 in der Staatlichen Baukommission Direktor des Büros des Süd-Nord-Wasserumleitungsprojekts sowie Sekretär der Parteiführungsgruppe dieses Projekts. Auf dem XVIII. Parteitag der KPCh (8. bis 14. November 2012) wurde er Kandidat des Zentralkomitees (ZK). Auf dem XIX. Parteitag der KPCh (18. bis 25. Oktober 2017) wurde er Mitglied des ZK der KPCh.
Am 19. März 2018 wurde E Jingping als Nachfolger von Chen Lei Minister für Wasserwirtschaft im Staatsrat der Volksrepublik China.